# Stanley Mburu
Stanley Waithaka Mburu (* 9. April 2000) ist ein kenianischer Leichtathlet, der sich auf den Langstreckenlauf spezialisiert hat. 2022 gewann er bei den Weltmeisterschaften in Eugene die Silbermedaille über 10.000 Meter.

## Sportliche Laufbahn
Erste Erfahrungen bei internationalen Meisterschaften sammelte Stanley Mburu im Jahr 2017, als er bei den U18-Weltmeisterschaften im heimischen Nairobi in 7:50,64 min die Bronzemedaille im 3000-Meter-Lauf gewann. Im Jahr darauf gewann er bei den U20-Weltmeisterschaften in Tampere in 13:20,57 min die Silbermedaille über 5000 Meter und 2022 startete er im 10.000-Meter-Lauf bei den Weltmeisterschaften in Eugene und gewann dort in 27:27,90 min die Silbermedaille hinter dem Ugander Joshua Cheptegei.

## Persönliche Bestzeiten
- 3000 Meter: 7:50,64 min, 16. Juli 2017 in Nairobi
- 5000 Meter: 13:05,21 min, 20. Juli 2019 in Heusden-Zolder
- 10.000 Meter: 27:13,01 min, 10. November 2018 in Yokohama